# Stanisław Młocki (właściciel ziemski)
Stanisław Młocki – właściciel ziemski, od sierpnia 1831 roku przebywał pod dozorem policyjnym w Permie.